# باين غروف (فيرجينيا الغربية)
باين غروف (بالإنجليزية: Pine Grove, Wetzel County, West Virginia)‏ هي بلدة تقع في مقاطعة ويتزل (فرجينيا الغربية) بولاية فيرجينيا الغربية في الولايات المتحدة. تبلغ مساحتها 0.98 (كم²)، وترتفع عن سطح البحر  م، بلغ عدد سكانها 552 نسمة في عام 2010 حسب إحصاء مكتب تعداد الولايات المتحدة وتصل الكثافة السكانية فيها 608.9 نسمة/كم2.

## التركيبة السكانية
قام مكتب تعداد الولايات المتحدة بتحديد بيانات التركيبة السكانية لباين غروف في تعداد الولايات المتحدة. في ما يلي، التركيبة السكانية حسب تعدادي 2000 و2010.

### تعداد عام 2000
بلغ عدد سكان باين بلوفس 1,153 نسمة بحسب تعداد عام 2000، وبلغ عدد الأسر 482 أسرة وعدد العائلات 332 عائلة مقيمة في البلدة. في حين سجلت الكثافة السكانية 357.4 نسمة لكل ميل مربع (138.0/كم2). وبلغ عدد الوحدات السكنية 517 وحدة بمتوسط كثافة قدره 160.3 نسمة لكل ميل مربع (61.9/كم2).
وتوزع التركيب العرقي للبلدة بنسبة 95.92% من البيض و 0.69% من الأمريكيين الأصليين و 0.17% من الأمريكيين ذوي الأصول الآسيوية و 0.17% من الأمريكيين الأفارقة و 1.82% من الأعراق الأخرى و 1.21% من عرقين مختلطين أو أكثر. فيما شكل الهسبانيون أو اللاتينيون من أي عرق نسبة 6.85% من السكان.
بلغ عدد الأسر 482 أسرة كانت نسبة 30.1% منها لديها أطفال تحت سن الثامنة عشر تعيش معهم، وبلغت نسبة الأزواج القاطنين مع بعضهم البعض 55.2% من أصل المجموع الكلي للأسر، ونسبة 9.8% من الأسر كان لديها معيلات من الإناث دون وجود شريك، وكانت نسبة 31.1% من غير العائلات. تألفت نسبة 28.2% من أصل جميع الأسر من أفراد ونسبة 14.9% كانوا يعيش معهم شخص وحيد يبلغ من العمر 65 عاماً فما فوق. وبلغ متوسط حجم الأسرة المعيشية 2.90، أما متوسط حجم العائلات فبلغ 2.38.
بلغ العمر الوسطي للسكان 41 عاماً. وكانت نسبة 27.3% من القاطنين تحت سن الثامنة عشر، وكانت نسبة 5.6% بين الثامنة عشر والأربعة وعشرون عاماً، ونسبة 23.2% كانت واقعةً في الفئة العمرية ما بين الخامسة والعشرون حتى والأربعة وأربعون عاماً، ونسبة 25.0% كانت ما بين الخامسة والأربعون حتى الرابعة والستون، ونسبة 18.9% كانت ضمن فئة الخامسة والستون عاماً فما فوق. يوجد لكل 100 أنثى 95.1 ذكر، ويوجد لكل 100 أنثى في الثامنة عشر من عمرها فما فوق 87.9 ذكر.
بلغ متوسط دخل الأسرة في البلدة 33,152 دولار، أما متوسط دخل العائلة فبلغ 40,417 دولار. وكان متوسط دخل الذكور 30,078 دولار مقابل 20,500 دولار للإناث. وسجل دخل الفرد الخاص بالبلدة 15,525 دولار. وكانت نسبة 7.3% من العائلات ونسبة 10.1% من السكان تحت خط الفقر، وكان من هؤلاء نسبة 15.2% تحت سن الثامنة عشر ونسبة 8.3% في الخامسة والستين من العمر وما فوق.

### تعداد عام 2010
بلغ عدد سكان باين غروف 552 نسمة بحسب تعداد عام 2010، وبلغ عدد الأسر 223 أسرة وعدد العائلات 152 عائلة مقيمة في البلدة. في حين سجلت الكثافة السكانية 1,577.1 نسمة لكل ميل مربع (608.9/كم2). وبلغ عدد الوحدات السكنية 245 وحدة بمتوسط كثافة قدره 700.0 لكل ميل مربع (270.3/كم2).
وتوزع التركيب العرقي للبلدة بنسبة 98.9% من البيض و 0.2% من الأمريكيين الأصليين و 0.2% من عرقين مختلطين أو أكثر.
بلغ عدد الأسر 223 أسرة كانت نسبة 34.5% منها لديها أطفال تحت سن الثامنة عشر تعيش معهم، وبلغت نسبة الأزواج القاطنين مع بعضهم البعض 50.7% من أصل المجموع الكلي للأسر، ونسبة 13.0% من الأسر كان لديها معيلات من الإناث دون وجود شريك، بينما كانت نسبة 4.5% من الأسر لديها معيلون من الذكور دون وجود شريكة وكانت نسبة 31.8% من غير العائلات. تألفت نسبة 27.4% من أصل جميع الأسر من أفراد ونسبة 12.5% كانوا يعيش معهم شخص وحيد يبلغ من العمر 65 عاماً فما فوق. وبلغ متوسط حجم الأسرة المعيشية 2.98، أما متوسط حجم العائلات فبلغ 2.48.
بلغ العمر الوسطي للسكان 41.2 عاماً. وكانت نسبة 23.4% من القاطنين تحت سن الثامنة عشر، وكانت نسبة 10.2% بين الثامنة عشر والأربعة وعشرون عاماً، ونسبة 23.1% كانت واقعةً في الفئة العمرية ما بين الخامسة والعشرون حتى والأربعة وأربعون عاماً، ونسبة 31.5% كانت ما بين الخامسة والأربعون حتى الرابعة والستون، ونسبة 12% كانت ضمن فئة الخامسة والستون عاماً فما فوق. وتوزع التركيب الجنسي للسكان بنسبة 49.1% ذكور و50.9% إناث.

## وصلات خارجية
- The US50 - Cities and Towns in West Virginia State
- West Virginia Cities and Towns, Facts, Map, Flag, Colleges, Government, and More